# 九龙岗站
九龙岗站是一个淮南铁路上的铁路车站，位于安徽省淮南市大通区九龙岗镇，建于1934年，邮政编码为232035。车站由上海铁路局淮南西直属站管理，目前为四等站，主要担负接发列车、调车等工作，货运仅办理专用线、专用铁路货运作业。

## 历史
大通煤矿（后改组为淮河能源集团）于1930年代于九龙岗开采煤矿，1931年修建九龙岗至洛河的窄轨铁路。1933年初修建通往南山石料场的专用线，长2.05公里。随着煤矿的开采，淮南煤矿决定修建连接矿区和长江边裕溪口的淮南铁路。
九龙岗站作为铁路工程的一部分于1934年建成，1935年2月投入运营。由于临近矿山，九龙岗站成为淮南铁路的大站之一，淮南煤矿局及淮南铁路调度、管理、维修机构都设在九龙岗。当时车站为三等站，设有6条股道，其中1-4道为列车到发线、5-6道为调车线，站房位于站场北侧；此外站场西侧设有供机车转向的三角线。由于铁路的建设及煤矿的开采带动了当地经济的发展，九龙岗、大通、田家庵三镇从原怀远县画出设淮南省辖市。
1946年由车站通往九龙岗煤矿的专用线建成通车，距九龙岗站908米；1950年车站曾进行过改扩建工程。
1951年2月车站被调整为二等区段站，成为淮南地区铁路运输的枢纽，铁路的车务、机务、电务、检车段机关全部设在九龙岗；同年九龙岗煤矿开凿九号井，重修通往九龙岗煤矿的专用线，原线废除并被拆除。车站除负担九龙岗煤矿的煤炭和南山石料场的石料外运任务外，还担负淮南、水蚌铁路至蚌埠、裕溪口、八公山3个方向的列车编组、解体，车辆检修，机车更换等技术作业。
1958年九龙岗站进行站场改造，新建货场一座，同时将南山石料场专用线延伸至九龙岗站内；1963年车站又进行过一次改造。
阜淮铁路于1986年1月建成投用，本站的客运业务随之改由淮南站办理。1987年初，淮南西站投入使用，九龙岗站列车技术作业转移到淮南西站，运输站段亦陆续迁移到淮南站和淮南西站，本站则改为三等中间站。1986年车站曾进行过改扩建工程。
20世纪90年代初，因九龙岗煤矿资源逐渐衰竭，本站货运量逐渐萎缩。2001年，车站停办了客货运任务，等级亦被调整为四等中间站。

## 运营状况

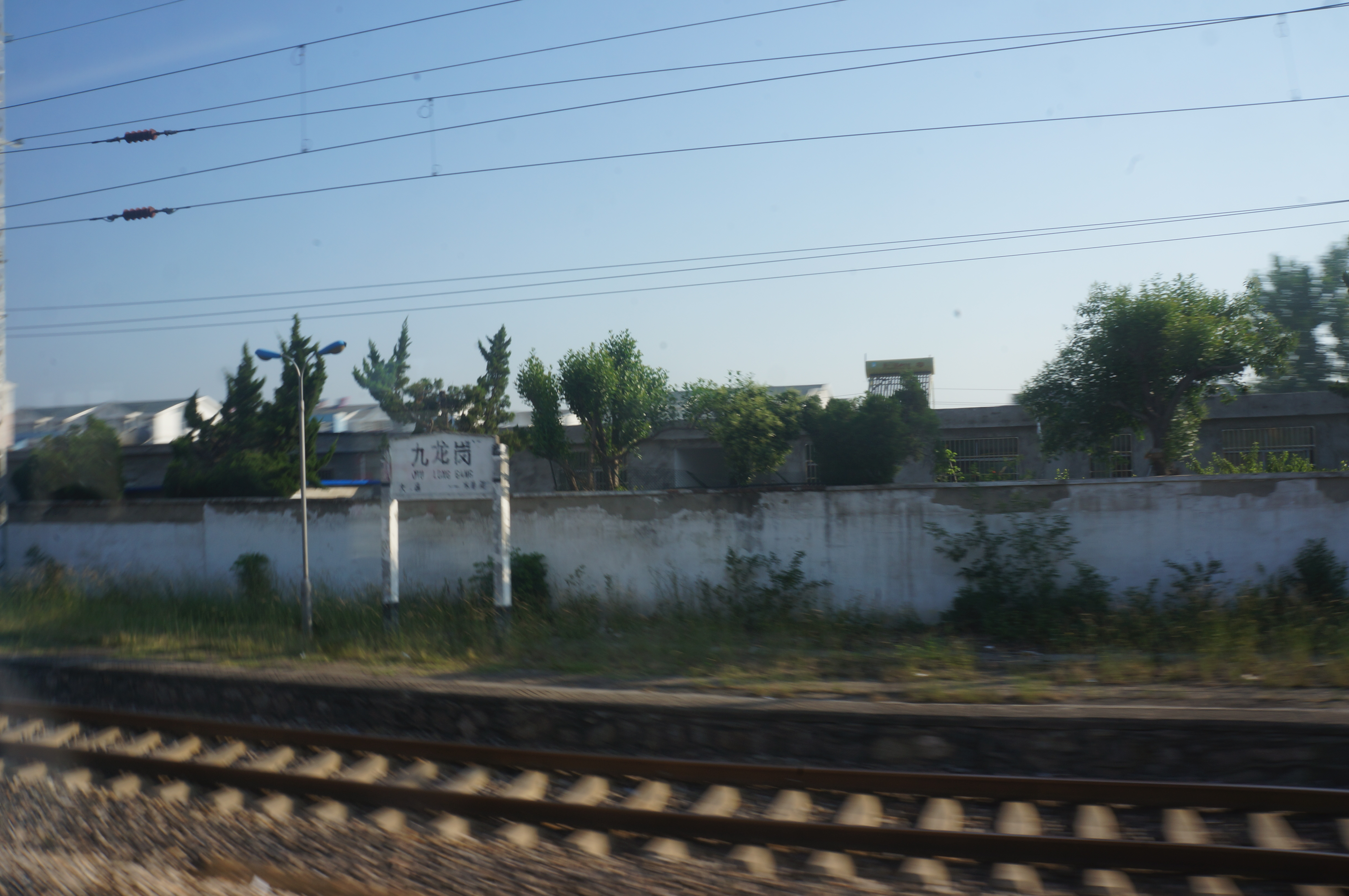
站牌

九龙岗站目前设有6条股道，均为列车到发线，有效长850米以上，另设有有效长228米的调车牵出线、102米的安全线及413米的货物线。车站目前整车专用线货运作业，主要为上海客运专线基础设施维修基地服务。除此之外站内设有通往国富经贸、淮南市第四建筑材料厂及合肥工务段九龙岗料库的专用线。
日军在1938年侵占车站期间于附近修建碉堡。战后该碉堡逐渐被民居包围。2017年该碉堡遗迹被当地历史及地方民俗研究爱好者发掘并引起关注，当地文物管理部门经测量后发现该圆柱形碉堡距淮南铁路九龙岗站150米，高约1.8米，周长约15米，石质结构，水泥筑顶，有机枪眼三处，观察口八处。专家通过对该碉堡历史及建筑综合分析后确定此建筑是淮南市保存情况较为完好的一处侵华日军碉堡。2019年3月28日，九龙岗老火车站碉堡被定位安徽省第八批省级文物保护单位；2019年10月7日入选第八批全国重点文物保护单位并被并入侵华日军淮南罪证遗址。